# François, duc d’Harcourt

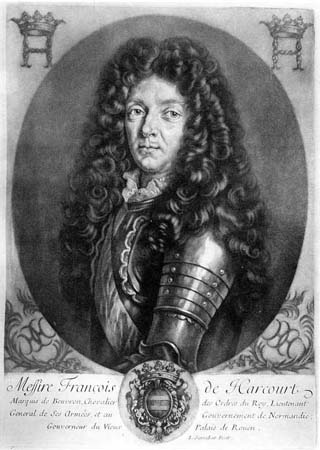
François, duc d’Harcourt

François, duc d’Harcourt (* 6. November 1689; † 10. Juli 1750 in Saint-Germain-en-Laye), war ein Soldat im Frankreich des 18. Jahrhunderts. Er nahm am Spanischen Erbfolgekrieg, am Polnischen Erbfolgekrieg und am Österreichischen Erbfolgekrieg teil. Seine militärische Karriere beendete er 1749 mit dem Titel eines Maréchal de France.

## Familie
François d’Harcourt war Angehöriger des Hauses Harcourt, einer Adelsfamilie aus der Normandie, deren Wurzeln bis in das 11. Jahrhundert zurückreichten. Sie stellte drei Marschälle von Frankreich, eine weitere Zahl von hochrangigen Militärs, Botschaftern und Pairs von Frankreich.

## Leben
Er war der älteste Sohn von Henri, duc d’Harcourt (1654–1718), Pair und (1703) Marschall von Frankreich, und der Marie Anne Claude Brulart de Genlis (1669–1750), dame de Pisy.
Nach dem Tod seines Vaters am 19. Oktober 1718 übernahm er dessen Titel als Duc d’Harcourt, was vom Parlament in Paris am 19. Januar 1719 bestätigt wurde.

### Militärkarriere

#### Spanischer Erbfolgekrieg
Er war noch Schüler, als er am 23. November 1705 zum Regimentsinhaber des „Régiment marquis d’Harcourt cavalerie“ ernannt wurde. 1706 diente er bei den Mousquetaires de la garde und nahm noch im gleichen Jahr an der Schlacht bei Ramillies teil. 1707 war er bei der Armee in Flandern, die jedoch in diesem Jahr keine größeren Aktionen vornahm.
1708 übernahm er das Kommando über sein Kavallerieregiment und kämpfte am 11. Juli in der Schlacht bei Oudenaarde unter dem Oberkommando seines Vaters, Maréchal d’Harcourt. Danach marschierte er mit seinem Regiment zur „Armée du Rhin“ (Armee am Rhein). Hier nahm er am Angriff gegen die Mühle von Besval teil, wo er die Garde unterstützen konnte. Er blieb noch die beiden folgenden Jahre bei der Armee, wobei ihm am 15. Juli 1710 das „Régiment de Lesart cavalerie“ nach dem Tod des bisherigen Inhabers, des Marquis de Lesart, übertragen wurde und er sein bisheriges Regiment abgab.
Im Jahr 1712 beauftragte ihn der König als Mestre de camp en second mit der Führung des Régiment Dauphin-Cavalerie, woraufhin d’Harcourt sein bisheriges Regiment abgab. Er stand weiterhin unter dem Kommando seines Vaters bei der „Armée du Rhin“. Im gleichen Jahr wurde er zum Lieutenant-général der Franche-Comté ernannt. Am 4. Februar 1713 legte er seinen Eid ab. Im gleichen Jahr war er an der Einnahme von Speyer, Worms, Kaiserslautern und an der Besetzung von Freiburg im Breisgau beteiligt. Im Jahre 1716 gab er das „Régiment Dauphin-Cavalerie“ wieder ab und übernahm dafür, nach der Demission seines Vaters, am 26. Juni 1718 dessen Stelle als Capitaine-lieutenant der 5. Kompanie der Garde du corps du roi. Die Beförderung zum Brigadier des armes du roi erfolgte per Brevet am 1. Oktober 1718.
Am 24. April des Jahres 1728 wurde er zum Maréchal de camp befördert und am 10. Mai als Chevalier in den Orden vom Heiligen Geist aufgenommen. Am 10. Mai 1730 gab er seinen Posten als Lieutenant-général der Franche-Comté auf.

#### Polnischer Thronfolgekrieg
Zur Armee nach Italien abkommandiert, befand er sich bei der Belagerung von Pizzighettone in der Lombardei, welches am 29. November 1733 kapitulierte. Weiterhin bei der Belagerung von Mailand und Novara, dem Gefecht bei Colorno und in der Schlacht bei Parma. Mit acht Escadrons wurde er am 12. Juli 1734 losgeschickt und besetzte am nächsten Tag Reggio und Rubiera. Am 1. August zum Lieutenant-général ernannt, nahm er mit dieser Dienststellung am 19. September an der Schlacht bei Guastalla teil, in der er durch eine Musketenkugel am Arm verwundet wurde. Nachdem die Verwundung ausgeheilt war, kehrte er bei Cremona zur Armee zurück.
1735 nahm er an den Belagerungen und Einnahmen von Schloss Gonzagua, Riggiolo und Revere (Lombardei) teil.
Im Januar 1739 wurde ihm das Amt des Generalgouverneurs des Fürstentums Sedan und seiner Dependancen übertragen.
Nach der Demission von Maréchal de Coigny wechselte er auf dessen Posten als Gouverneur des Elsass.

#### Österreichischer Erbfolgekrieg
1742 kommandierte er die „Armée de Bavière“ bis zur Zusammenlegung mit den Streitkräften des Marquis de Ravignan. In diesem Zeitraum bekämpfte er die Österreicher im Schwarzwald mit Gefechten bei Öhringen, Langenau und Lauingen (Donau). An der Isar schlug er die Österreicher zurück, die von Ulm und von Ingolstadt vorgerückt waren. Danach vereinigte er sich mit dem Marquis de Ravignan. Es folgte die Belagerung von Straubing, die im Einvernehmen mit dem Feind am 9. April aufgehoben wurde. Nach dem Tod des Marquis de Ravignan war d’Harcourt kurzfristig der alleinige Befehlshaber, bis der Maréchal de Saxe den Oberbefehl übernahm und d’Harcourt mit seiner Truppe dem Maréchal de Maillebois unterstellte. Am 21. September wurde er abgestellt, das Dorf Plan zu besetzen, dabei machte er 400 Gefangene.
Am 1. Mai 1743 zur „Armée du Rhin“ kommandiert, befehligte er den rechten Flügel in der Schlacht bei Dettingen, wo er, an der Spitze der königlichen Garde, dreimal angriff und dabei durch eine Musketenkugel an der Schulter verwundet wurde.
Im April 1744 wurde er zum Kommandanten der „Armée de la Moselle“ bestellt. Mit dieser zog er im Mai nach Valenciennes und im Juli an die Mosel.
Als der kaiserliche Feldherr Karl Alexander von Lothringen den Rhein überschritt, marschierte der Duc d’Harcourt in das Elsass, wo er versuchte, die Garnison aus Zabern zur Aufgabe zu zwingen und so den Einfallsweg nach Lothringen zu sperren. Zabern wurde von 12.000 Mann unter dem Kommando des Grafen Nadasti verteidigt. D’Harcourt griff frontal und von der Rückseite die Verschanzungen an, die von Panduren und Kroaten verteidigt wurden. Die Besatzung zog in der Nacht vom 15. auf den 16. August ab – dabei Verluste von 1.200 Mann hinnehmend, während die Franzosen nur 71 Mann verloren.
Anschließend kam d’Harcourt zur „Armée du Rhin“, wo er bei der Belagerung von Freiburg im Breisgau mitwirkte. Freiburg kapitulierte am 6. November, die Zitadelle am 25. November. Danach Wechsel zur „Armée de Flandre“, die unter dem Kommando des Königs stand. Beteiligung an der Belagerung von Tournai am 26. April 1745. In der Schlacht bei Fontenoy kommandierte er den rechten Flügel der Armee.
Am 7. August schloss er Dendermonde ein, das am 12. August kapitulierte. Danach kämpfte er noch in der Schlacht bei Rocourt.
Am 19. Oktober 1746 wurde er in Fontainebleau zum Maréchal de France ernannt.
1749 beendete er seine militärische Karriere.

## Ehe und Nachkommenschaft
- Am 14. Januar 1716 heiratete er Marguerite-Louise-Sophie de Neufville-Villeroy, Tochter von Louis Nicolas de Neufville, duc de Villeroy, und Marguerite Le Tellier de Louvois

Das Paar hatte drei Kinder:
- Françoise-Claire d’Harcourt, * 12. Mai 1718 († 9. Mai 1751), heiratete am 4. August 1738 den Emmanuel-Dieudonné de Hautefort, marquis de Hautefort et de Surville
- Angélique-Adélaïde d’Harcourt, * 30. August 1719 († 7. September 1744), heiratete am 18. Februar 1741 den Emmanuel de Croÿ, prince de Croÿ-Solre
- Gabrielle-Lydie d’Harcourt, * 21. Dezember 1722 († 1801), heiratete am 3. Mai 1740 den Claude-Louis-François de Régnier, comte de Guerchy et marquis de Nangis